# Aimele jezik
Aimele jezik (kware; ISO 639-3: ail), jedan od osam bosavi jezika, transnovogvinejska porodica, kojim govori svega 140 (2000) na jugozapadu provincije Southern Highlands i susjednom predjelu provincije Western, gdje su mnogi iselili u područje Wawoi Fallsa, Papua Nova Gvineja.

## Vanjske poveznice
- Ethnologue (14th)
- Ethnologue (15th)